# Тонгерен (футбольний клуб)
Koninklijk спортивний клуб «Тонгерен» (нід. Koninklijke Sportkring Tongeren Hedera Millen) — бельгійський футбольний клуб з однойменного міста, заснований у 1908 році. Виступає у Третьому дивізіоні. Домашні матчі приймає на стадіоні «Кейберг», місткістю 2 500 глядачів.

## Досягнення
- Кубок Бельгії
  - Фіналіст: 1974.